# Egnasia tripuncta
Egnasia tripuncta là một loài bướm đêm trong họ Noctuidae.